# Abdelkrim El Hadrioui
Abdelkrim El Hadrioui - em árabe, عبد الكريم الحضريوي (Taza, 6 de março de 1972) - é um ex-futebolista marroquino que atuou na Seleção Marroquina. Ele jogava como defensor e disputou duas Copas do Mundo.

## Carreira
Em quinze anos de carreira, El Hadrioui se destacou no FAR Rabat e no AZ Alkmaar. Jogou também no Benfica, entre 1996 e 1998.
Com apenas 32 anos de idade, El Hadrioui preferiu se aposentar, jogando pelo time belga do Charleroi.